# 匿名組合
匿名組合（とくめいくみあい; 独 stille Gesellschaft; 仏 société en participation）とは、当事者の一方（匿名組合員）が相手方（営業者）の営業のために出資をなし、その営業より生じる利益の分配を受けることを約束する契約形態をいう。つまり、営業者が匿名組合員から集めた財産を運用して利益をあげ、これを分配するのが匿名組合契約である。

## 起源
匿名組合は中世イタリアにおける地中海貿易で活用されたコンメンダ(commenda)に由来する。同じく合資会社もコンメンダから発展したものである。コンメンダの中でも貴族や聖職者など（その身分から営利行為に関わることを隠したかった人々）が出資関係を秘匿しつつ利益を上げるという需要に応えて発展したのが匿名組合である。一方、出資関係の秘匿を必要としないコンメンダは合資会社へと発展していった。

## 各国

### 日本
日本においては商法第535条に規定されている。実務上はTKとも呼ばれる。
組合という名称にもかかわらず匿名組合は団体ではなく、法的には営業者と匿名組合員の間の双務契約に過ぎず、法人格も有しない。匿名組合員の出資は営業者の財産になり（536条1項）、匿名組合員は営業者の行為について第三者に対して権利義務を有しない（同条2項、なお民法675条と対照）。その反面として、匿名組合員がその氏若しくは氏名を営業者の商号中に用い、又はその商号を営業者の商号として用いることを許諾したときは、その使用以後に生じた債務について、営業者と連帯して履行する責任を負う（537条）。
こうしたことから、匿名組合員は、営業者の行為に関する権利義務関係の名宛人とならず、一般には当該営業に関する取引相手に対して名前が顕れないので、「匿名」と呼ばれるわけである。
また、匿名組合契約に基づく損益は、匿名組合員に全て分配することが出来る（ただし、損失分配時は税務上は出資額を限度とする）。そのため、導管体として利用価値が高く、しばしば特別目的会社(SPC)と投資家との間において利用されることがある（この場合、SPCを営業者、投資家を匿名組合員とする）。
日本国内においてはオーナー商法など悪質な勧誘や詐欺において法律逃れのために匿名組合での形式で勧誘される事例が見受けられるので注意が必要である。（例：平成電電匿名組合、ワールドオーシャンファーム）

#### 商法

##### 匿名組合の成立
匿名組合は営業者と匿名組合員との匿名組合契約によって成立する。

##### 匿名組合の効力
- 対内的効力
  - 出資義務

匿名組合員は匿名組合契約上の出資義務を負う（商法第535条）。民法上の組合とは異なり信用や労務による出資は不可とされる（商法第536条2項）。
匿名組合員による出資は営業者の財産となるが（商法第536条1項）、匿名組合員に持分権はない。
  - 業務監視権

匿名組合員は事業の運営に関わらないが、貸借対照表閲覧権や業務・財産状況検査権が認められる（商法第539条）。
  - 損益の扱い

利益配当請求権を有する（商法第535条）。
- 対外的効力
  - 匿名組合員は営業者を代理することができない（商法第536条3項）。
  - 匿名組合員は、営業者の行為について、第三者に対して権利義務を有しない（商法第536条4項）。
  - 自己の氏名等の使用を許諾した匿名組合員は、氏名等の使用以後に生じた債務については営業者と連帯して責任を負う。（商法第537条）。

##### 匿名組合の終了
- 匿名組合の終了原因（商法第539条1項・商法第540条）
- 出資価額返還請求権（商法第541条）

#### 特定債権等に係る事業の規制に関する法律
特定債権等に係る事業の規制に関する法律（1992年6月5日法律第77号）の第2条第4項第2号イでは、この法律に従って「特定債権等譲受業」を行うべき事業体のプロトタイプとして、匿名組合契約を次のように定義している。
「当事者の一方が相手方の営業のために出資を行い、相手方が営業としてその出資された財産を特定債権等の取得及び行使（特定物品にあっては、その譲渡又は賃貸をいう。以下同じ。）により運用し、当該運用から生ずる利益の分配及び当該出資の価額（当該出資が損失によって減少した場合にあっては、その残額）の返還（以下「利益の分配等」という。）を行うことを約する契約」

#### 不動産特定共同事業法
不動産特定共同事業法（1994年6月29日法律第77号）の第2条第3項第2号では、「不動産特定共同事業契約」の一類型として、匿名組合契約を次のとおり規定している。
「当事者の一方が相手方の行う不動産取引のため出資を行い、相手方がその出資された財産により不動産取引を営み、当該不動産取引から生ずる利益の分配を行うことを約する契約」

## ファイナンス・スキームの一部としての活用例
匿名組合は、その性質上、特定の事業に関して出資者にエクイティ・ホルダーとしての地位を与えるために用いることができ、また、パス・スルー課税であることから、資産流動化などのスキームにおいて、特別目的会社が劣後投資家との間で匿名組合契約を締結して出資を得ることが多く見られる。映画の製作資金、アイドルタレントのデビュー資金を匿名組合で集めるなど、ユニークな事例もある。また、一般に一口馬主と呼ばれる一般の競馬ファンから競走馬のオーナーとしての出資を募る形態の投資ファンドでは、出資者が直接的に出資した競走馬への関与を遮断させるため、二重の匿名契約を結ぶことが行われている。また、日本でのソーシャルレンディングサービス事業の開始にあたっては、貸し手側の資金を匿名組合の形で集め、それを融資する形で行われている。（そのため法的には金融商品取引業者と貸金業の両方の登録が必要になる）

## 租税法と匿名組合
前述のように匿名組合はパス・スルー型の事業体として用いられる。ところが、匿名組合と任意組合の要件事実における違いは必ずしも明らかではなく、研究も少ない。任意組合とされると組合員全員に直ちに所得があるとされてしまうこととなる。そこで、匿名組合を組成する場合には、任意組合と認定されないよう、契約書等において細心の注意を払う必要がある。

## 備考
国際取引やストラクチャード・ファイナンスにおいては、匿名組合を「T.K.」又は「TK」と称することも多い。
また、「匿名組合」を英訳するときには、ドイツ語の"Stille Gesellschaft"の直訳である"silent partnership"を用いることが多いが、英米法上の"silent partner"との混乱を招くという批判もある。また、日本語の「匿名組合」の直訳である"anonymous partnership"を用いる例も多い。